# Famille Colonna d'Istria
La famille Colonna d'Istria est une famille subsistante de la noblesse française, originaire de Corse. De noblesse d'extraction, elle est maintenue noble en 1773 par le Conseil supérieur de la Corse.

## Histoire
Les travaux historiques récents, soulignent la filiation maintenue jusqu'à Sinucello d'Istria, fils de Giudice de Cinarca.
Le nom de Colonna n'apparut en Corse qu'au XVIe siècle, pour se diffuser au XVIIe siècle et surtout au XVIIIe siècle. Le premier à porter le nom « Colonna d'Istria » semble être Vincentello (mort en 1718). Jusqu'alors, la famille s'appelait « d'Istria ». Les Colonna d'Istria furent reconnus appartenir à la famille Colonna italienne en 1772 par une lettre de Lorenzo Onofrio II Colonna, 9e prince de Paliano et chef de nom et d'armes des Colonna, adressées à Paolo Vincente Colonna d'Istria. Cette reconnaissance fut utile à la famille pour obtenir sa reconnaissance de noblesse par les nouvelles autorités françaises en 1773.
Les Colonna d'Istria sont originaires de Petreto Bicchisano, dans l'Au-delà des monts, partie de la Corse surnommée Terre des Seigneurs, seigneurs ou plus tard gentilshommes : Sgiò. C'est le "sentiment d'appartenance au groupe entier, à la famille, au clan, voire à l'île entière" qui est constitutif de l'identité et de la personnalité insulaire. C'est pour cette raison que les membres de la famille se sont alliés à toutes les familles de Sgiò de la région et de la Corse, mais aussi, comme le relève Robert Colonna d'Istria  se sont beaucoup mariés au sein même de la famille, ce qui lui permet d'affirmer que l'on observe en Corse au XVIIIe siècle et encore au XIXe siècle une « pratique généralisée de l'endogamie ».
Durant la Seconde Guerre mondiale, Paulin Colonna d'Istria et Charles Colonna d'Istria se sont distingués dans la Résistance et la libération de la Corse, mais aussi dans la libération de la France. La famille Colonna d'Istria compte ainsi deux Compagnons de la Libération, , deux médaillés de la Résistance française et trente récipiendaires - civils et militaires - de la Légion d'honneur,.

## Personnalités

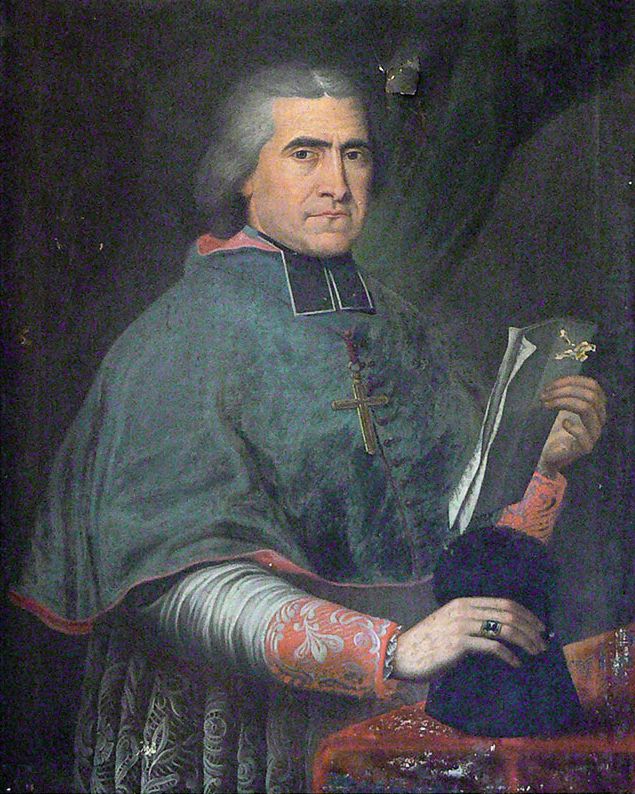
Jean-Baptiste Colonna d'Istria, évêque.

- Jean-Baptiste Colonna d'Istria, né le 3 septembre 1758 à Petreto-Bicchisano (Corse-du-Sud), évêque de Nice de 1802 à son décès le premier mai 1835 à Nice[14]. Il est fait chevalier de l'ordre des Saints-Maurice-et-Lazare[15] pour récompenser sa fidélité au roi de Piémont-Sardaigne.
- Ignace Alexandre Colonna d'Istria (1782‑1859), magistrat et homme politique[16], commandeur de la Légion d'honneur[17].
- Michel Antoine Colonna d'Istria, (1864-1940), lieutenant, chevalier de la Légion d'honneur[18], marié en 1905 à Marie Caroline Lanfranchi.
- Paul-François Colonna d'Istria (1857-1930)[19], général, gouverneur militaire de Lyon, Grand officier de la Légion d'Honneur (6 juillet 1919), médaille de Madagascar, médaille du Tonkin, médaille du Roi Albert de Belgique, Commandeur dans l'Ordre des Saints-Maurice-et-Lazare d'Italie, Officier dans l'Ordre du Dragon d'Annam.
- Paulin Colonna d'Istria (1905-1982), général, originaire de Petreto Bicchisano, compagnon de la Libération, fait grand officier de la Légion d'honneur[18], il est l'une des figures de la libération de la Corse en 1943 (premier département libéré). Il fut notamment embarqué sur le sous-marin Casabianca. Il mènera ensuite une carrière politique, étant préfet d'Alger.
- Léo Colonna d'Istria (1928-1952), fils du précédent. Pilote de chasse, chevalier de la Légion d'honneur, croix de guerre des Théâtres d'opérations extérieurs, résistant, Major de promotion à l’École de l'Air[20], mort pour la France en Indochine en 1952[21].
- Charles Colonna d'Istria (1911-1991), administrateur de la France d'Outre-mer, maire de Sollacaro, compagnon de la Libération, commandeur de la Légion d'honneur, croix de Guerre 39-45[22].
- Camille Colonna d'Istria (1921-2008), historiographe, diplômé de l'École nationale de la France d'outre-mer, chef de cabinet du gouverneur du Tchad, chef de service du ministère des Affaires culturelles françaises, officier de la Légion d'honneur[18], commandeur de l'Ordre national du mérite, commandeur de l'Ordre des Arts et des Lettres, marié à Andrée Lanfranchi et beau-frère de Simone Lorenzi de Bradi[23].
- Octave Constantin Colonna d'Istria, comte de Cinarca (1935-2024), médecin dermatologue, membre de l'Académie américaine de dermatologie, maire d'Appietto (Corse-du-Sud), chevalier de l'Ordre de Malte.
- Robert Colonna d'Istria (1956- ), journaliste, essayiste, historien, membre de l'Association d'entraide de la noblesse française[24].
- Michel Colonna d'Istria (1958-2002), précurseur de la presse électronique[25], décoré du l'Ordre national du Mérite.
- Jérôme Colonna d'Istria, diplômé de l'École navale, capitaine de vaisseau, commandant de l'esquadrille des sous-marin nucléaires d'attaque (SNA), officier de la Légion d'honneur[26], auditeur de la 73ème session du Centre des hautes études militaires (CHEM).

## Titres
- (Co)-seigneurs d'Istria.
- Comte Colonna d'Istria (titre éteint).
- Comte de Cinarca (subsistant, branche "Colonna d'Istria de Cinarca").

## Armes
- Parti : au 1, de gueules à la colonne d’argent, sommée sur son chapiteau d’une couronne ducale d’or, les ornements, le chapiteau et la base de la colonne aussi d’or ; au 2, d’argent au château naturel surmonté d’une balance de sable mouvante du chef.

## Alliances
Les principales alliances de la famille Colonna d'Istria sont : Da Mare, Lanfranchi, Fieschi, de Peretti della Rocca, Cortinco, Durazzo-Fozzani della Rocca, d'Ornano, Pozzo di Borgo, Abbatucci, Galloni d'Istria, Colonna de Cesari Rocca, de Combaud, de Lichtenberg, de Boisserlin, Pietri, Lorenzi de Bradi, de Rocca Serra, de Lagasnerie, Balsan, etc.